# Condor Circuit
Der Condor Circuit (spanisch Circuito Condor, auch Circuito Cóndores, Circuito Los Cóndores, Circuito de los Cóndores oder Sendero del Cóndor genannt) ist ein etwa 59 km langer Weitwanderweg in Chile.

## Details
Der Condor Circuit liegt in der Región del Maule unweit von der Provinzhauptstadt Talca, etwa 250 km südlich von Santiago de Chile. Ausgangspunkt ist die etwa 66 km östlich von Talca gelegene kleine Feriensiedlung Vilches, wo das nationale Naturreservat Altos del Lircay beginnt. Von dem Reservat führt der Condor Circuit bis nach Parque Inglés im Nationalpark Radal Siete Tazas. Der Weg verläuft in Höhen zwischen 1037 und 2568 Metern durch Wälder, Täler und Hochland, passiert Bergseen und heiße Thermen, durchquert Flüsse und erkaltetes Lavagestein. Erwähnenswert sind auch pflanzenbewachsene Oasen inmitten weitflächiger Vulkanaschegebiete des Vulkans Descabezado Grande (Der Große Geköpfte).
Der Rundweg ist Teil des Wanderwegenetzes Senderos Huasos (engl. „Huaso Trails“), kann in Etappen begangen werden und ist von der Wegbeschaffenheit her anspruchsvoll bis schwierig. Es werden geführte Touren angeboten, bei denen die Wanderer durch Pferde und Maulesel unterstützt werden, da die Strecke keine Möglichkeiten zur Verpflegung oder Übernachtung bietet. Ausrüstung und Lebensmittel müssen mitgeführt werden. Zudem sind Packtiere bei den anfallenden Flussquerungen nützlich. Da es keine touristischen Einrichtungen und kaum markierte Wege gibt, wird in Tourenbeschreibungen und Reiseliteratur geraten, sich ortskundigen Führern oder einer organisierten Tour anzuvertrauen.
Die Begehung des Condor Circuit soll für erfahrene Bergwanderer etwa 4 Tage dauern. Von Trekkingchile werden für den Rundweg 5 bis 8 Tage angesetzt. Kürzere Teilstrecken beziehungsweise Abstecher führen beispielsweise bis zur Hochfläche El Enladrillado (1–2 Tage), zum Vulkan Descabezado Grande (4–5 Tage) oder bis zum See Laguna Mondaca (4–5 Tage).

## Geschichte
Der Condor Circuit wurde 1995 zum ersten Mal von Franz Schubert unter Begleitung eines Südtiroler Bergführers und des einheimischen Arriero Pancho erkundet. 2001 kam es unter dem Titel Senderos Huasos zur ersten Erwähnung in der jährlich erscheinenden Ausgabe des Tourismusverbandes SERNATUR (Servicio Nacional de Turismo). Die erste Wanderkarte wurde von der staatlichen Institution ProChile finanziert und 2007 von der Stiftung Trekkingchile unter dem Titel Circuito de los Cóndores veröffentlicht. Der Name wurde von José Arcos, Sekretär der Tourismuskammer Talca, ausgewählt.

## Sonstiges
- Eine alternative Route zweigt etwa 10 km vor dem Ziel von dem Condor Circuit ab und kehrt zum Ausgangspunkt im Reservat Altos del Lircay zurück.[5] Diese Route ist etwa 100 km lang.[6] Die Begehung dauert etwa 8–10 Tage, indes haben bislang nur wenige den Rundwanderweg komplett begangen.[2]
- Auf der Route des Condor Circuit verlaufen auch Varianten des Greater Patagonian Trail (GPT), des längsten und bekanntesten chilenischen Fernwanderwegs.
- Der 3953 m hohe Descabezado Grande ist zwar vom Condor Circuit aus erreichbar, allerdings führt der Weg nicht direkt darüber hinweg.
- 2019 wurde der Naturpark Quizapú gegründet, den der Condor Circuit durchquert.
- Ein ähnlich benannter Wanderweg existiert in Peru.